# Walentin Walentinowitsch Nowoschilow
Walentin Walentinowitsch Nowoschilow, russisch Валентин Валентинович Новожилов, englische Transkription Valentin Valentinovich Novozhilov,  (* 18. Mai 1910 in Lublin; † 14. Juni 1987 in Leningrad) war ein sowjetischer Ingenieurwissenschaftler.

## Schriften
- Thin shell theory. Noordhoff, Groningen 1965 (russische Auflagen 1951, 1962)
- Foundation of the non-linear theory of elasticity. Graylock, Rochester 1953